# Кушнір Іван Васильович
Кушнір Іван Васильович (1927, Будеї — 15 червня 2007) — Герой Соціалістичної Праці.

## Біографія
Народився в 1927 р.в селі Будеї, Кодимський район, Одещина. Працював у колгоспі трактористом, ланковим механізованої ланки на базі якої була створена передова школа досвіду. За високі показники у роботі у 1973 р. Іван Васильович отримав Зірку Героя Соціалістичної праці, також нагороджений орденом Леніна, орденом Червоного Прапора, медаллю «Серп і молот».
Помер Іван Васильович 15 червня 2007 року.